# جاذبه عشق
«جاذبهٔ عشق» (به انگلیسی: Gravity of Love)، ترانه‌ای خلق‌شده به وسیلهٔ پروژهٔ موسیقی انیگما و محصول سال ۱۹۹۹ است. این تک‌آهنگ اولین از دو تک‌آهنگی بود که از آلبوم صفحه پشت آینه عرضه می‌شد.
این ترانه، شامل آوازهای میهمان از روت-ان بویل، خوانندهٔ گروه انگلیسی آلیو و نمونه‌هایی از کارمینا بیورانا اثر کارل ارف است. ضرب‌آهنگ این ترانه در اصل از بازپرداختی (میکس) از ترانهٔ وقتی سیل‌بند بشکند از لد زپلین می‌باشد که در ترانهٔ بازگشت به معصومیت نیز استفاده شد.
در موزیک ویدئوی این ترانه، که در سال‌های دههٔ 1930 میلادی می‌گذرد، در عمارتی بزرگ جشن بالماسکه در حال انجام گرفتن است، درحالی که شهوت برای بعضی از شرکت‌کنندگان بالا می‌گیرد. این ویدئو در لوکیشنی در وینای اتریش تهیه شده است. کارگردان این ویدئو، توماس جاب می‌باشد.

## فهرست تک‌آهنگی
1. «Radio Edit» – مدت: 3:58
2. «Judgement Day Club Mix» – مدت 6:12 (ریمیکس به وسیلهٔ پیتر رایز و ترنس اتلنتیک ایر ویوز)
3. «Dark Vocal Club Mix» – مدت 6:36 (ریمیکس به وسیلهٔ W. Filz برای La Danza Production)